# Eduard Schnedler-Sørensen
Eduard Schnedler-Sørensen (Rudkøbing, 22 settembre 1886 – Copenaghen, 30 settembre 1947) è stato un regista, sceneggiatore e produttore cinematografico danese Era fratello dell'attore Herman Erasmi Sørensen (conosciuto anche come Herman Sørensen).

## Biografia
I suoi primi lavori spaziarono in diversi campi: dal fare il commesso viaggiatori fino all'agente di assicurazioni. Per un breve periodo lavorò con Elfelt, il fotografo di corte, girando per il paese a fare riprese di "immagini in movimento". Nel 1908, Schnedler-Sørensen fu assunto dalla Kinografen come agente di vendita, passando poi a lavorare per la A/S Th. S. Hermansen ad Århus, prima come venditore e poi come regista e sceneggiatore di Den lille Hornblæser, film che fu presentato in prima il 21 ottobre 1909. Cominciò così la sua carriera cinematografica. Diventa capo della filiale appena aperta a Copenaghen dalla Fotorama, il nuovo nome della compagnia di Århus cambiato nel maggio 1910. Nello stesso periodo, si impegna nella gestione di alcune sale come il Luksustoget (che nel 1910 fu trasformato in Løvebiografen) e il Panoptikonteatret, del quale è direttore dalla fine del 1910 fino alla chiusura della sala nel 1927.
All'inizio dell'estate del 1910, Schnedler-Sørensen viene assunto dalla Nordisk Film in seguito a un accordo siglato con la Fotorama. La sua nomina coincide con la grande ripresa della Nordisk Film, dove, tra il 1911 e il 1914, dirige oltre sessanta pellicole. Secondo lo stesso Schnedler-Sørensen, fu lui a "scoprire" Valdemar Psilander - di cui sarebbe diventato buon amico - ingaggiandolo come protagonista maschile di Ved Fængslets Port, film del 1911 diretto da August Blom.
La cifra stilistica del regista è legata essenzialmente al genere drammatico, anche se girò diverse commedie e comiche. Suo è Dødsspring til Hest fra Cirkus-Kuplen, uno dei più grandi successi della Nordisk. I suoi film erano densi di scene drammatiche, colpi di scena, persecuzioni, acrobazie, pericoli di meravigliosa inventiva. Schnedler-Sørensen si impegnò anche in campo teatrale. Per un breve periodo, diresse il Frederiksberg Teater e, in seguito, l'Alexandra Teatret. Nel 1918, tornò alla Fotorama come condirettore e, nel 1924, assunse la carica di amministratore delegato di Frede Skaarup, carica che ricoprì fino al 1930.

## Filmografia

### Regista
- Den lille Hornblæser (1909)
- Holger Danske (1910-1913)
- Den forsvundne Mona Lisa - cortometraggio (1911)
- Carl Alstrup som Soldat - cortometraggio (1911)
- Folkets Vilje - cortometraggio (1911)
- Knap og Hægte - cortometraggio (1911)
- Dr. Gar el Hama - cortometraggio (1911)
- Bedraget i døden - cortometraggio (1911)
- Dødsflugten - cortometraggio (1911)
- Anna fra Æbeltoft (1911)
- Stadig uheldig - cortometraggio (1911)
- I Karnevalstiden - cortometraggio (1911)
- De virkningsfulde Tabletter - cortometraggio (1911)
- Kærlighed og venskab (1912)
- Naar Hjertet staar i Brand - cortometraggio (1912)
- Strandingen i Vesterhavet 1912
- En børneven - cortometraggio (1912)
- Levende billeder - cortometraggio (1912)
- Unge Pigers Værn - cortometraggio (1912)
- En god Maske - cortometraggio (1912)
- Livets Baal - cortometraggio (1912)
- Et Trekløver - cortometraggio (1912)
- Det farlige Spil - cortometraggio (1912)
- Indbruddet hos skuespillerinden - cortometraggio (1912)
- Du skal ikke solde - cortometraggio (1912)
- Shanghaiet - cortometraggio (1912)
- La grande attrazione (Dødsspring til hest fra cirkuskuplen) (1912)
- Hvad Møllebranden afslørede - cortometraggio (1912)
- Dr. Gar el Hamas flugt - cortometraggio (1912)
- Frederik Buch som skopudser - cortometraggio (1912)
- Den stærkeste
- Et drama paa havet - cortometraggio (1912)
- Dødsangstens maskespil - cortometraggio (1912)
- Den kære Afdøde (1912)
- Badets dronning - cortometraggio (1912)
- Mellem Storbyens Artister - cortometraggio (1912)
- Vor tids dame (1912)
- Ulykkens Galoscher - cortometraggio (1912)
- Kærlighedsprøven - cortometraggio (1912)
- Tante Bines Testamente - cortometraggio (1912)
- Jeg skal til Barberen - cortometraggio (1912)
- Et Kino Drama - cortometraggio (1912)
- En Dags simpelt Fængsel - cortometraggio (1912)
- Dixi som Pudsemand - cortometraggio (1912)
- Bornholmeruret - cortometraggio (1912)
- Apopleksi - cortometraggio (1912)
- En Skipperløgn - cortometraggio (1913)
- Et Drama i Kystbanetoget - cortometraggio (1913)
- Den fremmede Tjener - cortometraggio (1913)
- Festforestilling i Snolderød - cortometraggio (1913)
- Vennerne fra Officersskolen - cortometraggio (1913)
- En fortid (1913)
- Prins for en dag (1913)
- Et skud i mørket - cortometraggio (1913)
- Gæstespillet - cortometraggio (1913)
- En farlig Forbryderske - cortometraggio (1913)
- Fader og Søn
- Styrmandens sidste fart - cortometraggio (1913)
- Nelly's Forlovelse (1913)
- Livets blændværk - cortometraggio (1913)
- Amerikansk skoleskib - cortometraggio (1913)
- Kvindehadernes Fald - cortometraggio (1914)
- En nydelig ægtemand (1914)
- Grev Zarkas Bande - cortometraggio (1914)
- Søndagsjægerens Jagtæventyr - cortometraggio (1914)
- En Udskejelse - cortometraggio (1914)
- Stemmeretskvinden - cortometraggio (1914)
- Svindlere - cortometraggio (1914)
- Den fjerde Dame - cortometraggio (1914)
- Grev Dahlborgs Hemmelighed (1914)
- Pigen fra Palls (1916)
- Telefondamen - cortometraggio (1917)
- Fjeldpigen (1917)
- Avisdrengen - cortometraggio (1918)
- Pigen fra Klubben (1918)
- Den store Grønlandsfilm - documentario (1922)
- En nat i København (1923)
- Grænsefolket (1927)

### Produttore
- Dødsangstens maskespil, regia di Eduard Schnedler-Sørensen (1912)